# Wahlkreis Harburg
Der Wahlkreis 16 Harburg ist ein Wahlkreis zur Wahl der Hamburgischen Bürgerschaft und der Bezirksversammlung im Bezirk Harburg. Er ist nach dem Hamburger Wahlrecht ein Mehrmandatswahlkreis, in dem drei Bürgerschaftsabgeordnete in Direktwahl oder nach Wahlkreislisten gewählt werden.
Der Wahlkreis umfasst die Stadtteile Harburg, Neuland, Gut Moor, Wilstorf, Rönneburg, Langenbek, Sinstorf, Marmstorf und die östlichen Gebiete von Eißendorf und Heimfeld. Er liegt im Süden Hamburgs und grenzt dort an Niedersachsen. Benachbarte Wahlkreise sind Billstedt – Wilhelmsburg – Finkenwerder im Norden und Süderelbe im Westen, zu dem die westlichen Gebiete Eißendorfs und Heimfelds gehören.

## Strukturdaten
Im Wahlkreis leben gut 80.500 Menschen, davon sind knapp 55.000 wahlberechtigt. Die Wahlbeteiligung lag bei den vergangenen Bürgerschaftswahlen 2020 mit 55,4 Prozent unter der Gesamtbeteiligung in Hamburg mit 63,0 Prozent.
Die Bevölkerungsdichte im Wahlkreis beträgt 2381 Einwohner/km² und entspricht damit dem Hamburger Durchschnitt von 2294 Einwohner/km². Die unter 18-Jährigen bilden einen Anteil von 16,1 Prozent an der Gesamtbevölkerung (Hamburg 15,7 Prozent), die über 65-Jährigen 19,7 Prozent (18,8 Prozent). Der Ausländeranteil bewegt sich mit 19,0 Prozent über dem Durchschnitt von 14,8 Prozent. Der Anteil ausländischer Schüler beträgt 19,3 Prozent gegenüber 15,6 Prozent in ganz Hamburg.
In der Sozialstruktur zeichnet sich der Wahlkreis durch einen überdurchschnittlichen Anteil an Leistungsempfängern nach dem Zweiten Buch Sozialgesetzbuch (Arbeitslosengeld II, sogenanntes Hartz IV), einer vergleichbaren Arbeitslosenquote und einem niedrigeren Anteil von Sozialwohnungen aus. 10 Prozent aller Wohnungen sind Sozialwohnungen (Hamburg 13,2 Prozent). Jedem Einwohner steht eine Wohnfläche von 34,2 Quadratmetern zur Verfügung (Hamburg 36,5 Quadratmeter), die Wohnungen sind durchschnittlich 69 Quadratmeter groß (71,8 Quadratmeter). Der Anteil der sozialversicherungspflichtig Beschäftigten lag im Jahre 2006 mit 46,4 Prozent etwas unter dem Hamburger Durchschnitt von 47,3 Prozent. Die Arbeitslosenquote betrug im September desselben Jahres 7,9 Prozent und entsprach damit der Quote von 7,8 Prozent in ganz Hamburg. Ein großer Teil der Arbeitslosen erhält Leistungen nach dem Sozialgesetzbuch II (Hartz IV), im Juni 2006 waren es im Gebiet des Wahlkreises  wie auch in ganz Hamburg 5,7 Prozent der Bevölkerung. Von der Gesamtbevölkerung des Wahlkreises erhielt im September 2006 gut jeder Siebte Hartz-IV-Leistungen (13,6 Prozent) gegenüber im Durchschnitt 11,9 Prozent in Hamburg.
Die Kriminalitätsrate im Wahlkreis Harburg entspricht ungefähr dem Hamburger Durchschnitt. Die Zahl der gesamten Straftaten je 1000 Einwohner beträgt 144 (Hamburg 137 je 1000 Einwohner), die Zahl der Gewaltdelikte 5 (Hamburg 5) und die Zahl der Diebstähle 69 je 1000 Einwohner (Hamburg 63).

## Wahlen

### Bürgerschaftswahl 2020
Zur Bürgerschaftswahl in Hamburg 2020 traten im Wahlkreis Harburg sieben Parteien mit eigenen Wahlkreislisten an. Insgesamt bewarben sich 33 Kandidaten um ein Mandat (Reihenfolge wie auf dem Stimmzettel).
- SPD (4 Kandidaten)
- CDU (6 Kandidaten)
- Grüne (3 Kandidaten)
- Die Linke (6 Kandidaten)
- FDP (6 Kandidaten)
- ödp (6 Kandidaten)
- AfD (2 Kandidaten)

54.972 Personen waren wahlberechtigt. Jeder Wähler hatte fünf Stimmen für die Landesliste und fünf Stimmen für die Wahlkreislisten. Diese Stimmen konnten beliebig auf die Kandidaten und Gesamtlisten der Parteien verteilt werden. Die Wahlbeteiligung betrug 55,4 Prozent. 1,4 Prozent der abgegebenen Stimmzettel für die Landesliste und 2,5 Prozent der Stimmen für die Wahlkreislisten waren ungültig. Für die Landesliste wurden 148.680 gültige Stimmen abgegeben, für die Wahlkreislisten insgesamt 146.301.
Gewählte Abgeordnete:
- Sören Schumacher (SPD)
- Birgit Stöver (CDU)
- Britta Herrmann (GRÜNE)

| Partei    | Landesliste Parteistimmen in Prozent | Wahlkreisliste in Prozent | Landesliste Parteistimmen | Landesliste Listenstimmen | Landesliste Persönlichkeitsstimmen | Wahlkreisliste |
| --------- | ------------------------------------ | ------------------------- | ------------------------- | ------------------------- | ---------------------------------- | -------------- |
| SPD       | 40,6                                 | 34,7                      | 60.401                    | 24.122                    | 34.784                             | 50.715         |
| CDU       | 11,1                                 | 17,2                      | 16.432                    | 8.760                     | 7.402                              | 25.180         |
| Die Linke | 9,5                                  | 11,8                      | 14.075                    | 8.760                     | 5.200                              | 17.216         |
| FDP       | 3,7                                  | 4,1                       | 5.528                     | 3.235                     | 2.233                              | 5.984          |
| Grüne     | 20,2                                 | 21,7                      | 30.066                    | 18.368                    | 11.523                             | 31.808         |
| AfD       | 7,9                                  | 8,3                       | 11.729                    | 7.866                     | 3.678                              | 12.084         |
| ödp       | 0,9                                  | 2,3                       | 1.323                     | 1.015                     | 308                                | 3.314          |

Auf die Landeslisten der Parteien ohne eigene Wahlkreislisten entfielen 6,1 Prozent der abgegebenen gültigen Stimmen.

### Bürgerschaftswahl 2015
Zur Bürgerschaftswahl in Hamburg 2015 traten im Wahlkreis Harburg sieben Parteien mit eigenen Wahlkreislisten an. Insgesamt bewarben sich 28 Kandidaten um ein Mandat (Reihenfolge wie auf dem Stimmzettel).
- SPD (6 Kandidaten)
- CDU (6 Kandidaten)
- FDP (6 Kandidaten)
- Die Linke (6 Kandidaten)
- Grüne (2 Kandidaten)
- NPD (1 Kandidat)
- AfD (1 Kandidat)

55.346 Personen waren wahlberechtigt. Jeder Wähler hatte fünf Stimmen für die Landesliste und fünf Stimmen für die Wahlkreislisten. Diese Stimmen konnten beliebig auf die Kandidaten und Gesamtlisten der Parteien verteilt werden. Die Wahlbeteiligung betrug 49,5 Prozent. Jeweils 3,5 Prozent der abgegebenen Stimmzettel für die Landesliste und für die Wahlkreislisten waren ungültig. Für die Landesliste wurden 130.985 gültige Stimmen abgegeben, für die Wahlkreislisten insgesamt 129.986.
Gewählte Abgeordnete:
- Sören Schumacher (SPD)
- Birte Gutzki-Heitmann (SPD)
- Birgit Stöver (CDU)

| Partei    | Landesliste Parteistimmen in Prozent | Wahlkreisliste in Prozent | Landesliste Parteistimmen | Landesliste Listenstimmen | Landesliste Persönlichkeitsstimmen | Wahlkreisliste |
| --------- | ------------------------------------ | ------------------------- | ------------------------- | ------------------------- | ---------------------------------- | -------------- |
| SPD       | 46,8                                 | 42,9                      | 61.256                    | 24.444                    | 36.812                             | 55.731         |
| CDU       | 15,7                                 | 19,8                      | 20.612                    | 11.496                    | 9.116                              | 25.767         |
| Die Linke | 8,4                                  | 11,0                      | 11.067                    | 6.491                     | 4.576                              | 14.328         |
| FDP       | 5,5                                  | 5,7                       | 7.145                     | 3.504                     | 3.641                              | 7.453          |
| Grüne     | 9,6                                  | 10,7                      | 12.619                    | 8.391                     | 4.228                              | 13.853         |
| AfD       | 8,7                                  | 9,1                       | 11.447                    | 8.310                     | 3.137                              | 11.849         |
| NPD       | 0,6                                  | 0,8                       | 742                       | 574                       | 168                                | 1.005          |

Auf die Landeslisten der Parteien ohne eigene Wahlkreislisten entfielen 4,7 Prozent der abgegebenen gültigen Stimmen.

### Bürgerschaftswahl 2011
Zur Bürgerschaftswahl in Hamburg 2011 traten im Wahlkreis Harburg sieben Parteien mit eigenen Wahlkreislisten und insgesamt 32 Kandidaten an.
- CDU (6 Kandidaten)
- SPD (6 Kandidaten)
- GRÜNE/GAL (6 Kandidaten)
- Die Linke (6 Kandidaten)
- Piraten (4 Kandidaten)
- FDP (3 Kandidaten)
- NPD (1 Kandidat)

54.836 Personen waren wahlberechtigt. Die Wahlbeteiligung betrug 50,6 Prozent. 3,5 Prozent der abgegebenen Stimmzettel für die Landesliste sowie 4,2 Prozent der Stimmzettel für die Wahlkreislisten waren ungültig. Für die Landesliste wurden 132.225 gültige Stimmen abgegeben, für die Wahlkreislisten insgesamt 130.353.
Gewählte Abgeordnete:
- Birgit Stöver (CDU)
- Sören Schumacher (SPD)
- Birte Gutzki-Heitmann (SPD)

| Partei    | Landesliste in Prozent | Wahlkreisliste Parteistimmen in Prozent | Landesliste Parteistimmen | Landesliste Listenstimmen | Landesliste Persönlichkeitsstimmen | Wahlkreisliste |
| --------- | ---------------------- | --------------------------------------- | ------------------------- | ------------------------- | ---------------------------------- | -------------- |
| CDU       | 22,6                   | 23,8                                    | 29.887                    | 14.454                    | 15.433                             | 31.064         |
| SPD       | 50,9                   | 48,5                                    | 67.291                    | 31.850                    | 35.441                             | 63.231         |
| GRÜNE/GAL | 8,4                    | 10,5                                    | 11.167                    | 6.645                     | 4.522                              | 13.731         |
| Die Linke | 6,8                    | 7,6                                     | 9.010                     | 5.484                     | 3.526                              | 9.881          |
| FDP       | 4,5                    | 4,2                                     | 5.937                     | 3.013                     | 2.924                              | 5.514          |
| Piraten   | 2,5                    | 3,3                                     | 3.263                     | 2.264                     | 999                                | 4.326          |
| NPD       | 1,7                    | 2,0                                     | 2.225                     | 1.526                     | 699                                | 2.626          |

Auf die Landeslisten der Parteien ohne eigene Wahlkreislisten entfielen 2,6 Prozent der abgegebenen gültigen Stimmen.

### Wahl der Bezirksversammlung 2011
Zur Wahl der Bezirksversammlung Harburg traten im Wahlkreis Harburg sieben Parteien mit eigenen Wahlkreislisten und insgesamt 91 Kandidaten an (Reihenfolge wie auf dem Stimmzettel).
- CDU (30 Kandidaten)
- SPD (30 Kandidaten)
- GRÜNE/GAL (15 Kandidaten)
- FDP (6 Kandidaten)
- Die Linke (5 Kandidaten)
- Piraten (4 Kandidaten)
- NPD (1 Kandidat)

Zur Wahl der Bezirksversammlung waren auch Staatsangehörige der Mitgliedstaaten der Europäischen Union wahlberechtigt. Die Anzahl der Wahlberechtigten war mit 59.362 Personen deshalb größer als bei der Bürgerschaftswahl. Jeder Wähler hatte fünf Stimmen für die Landesliste und fünf Stimmen für die Wahlkreislisten. Diese fünf Stimmen konnten beliebig auf die Kandidaten und Gesamtlisten der Parteien verteilt werden. Die Wahlbeteiligung betrug 47,4 Prozent. 4,1 Prozent der abgegebenen Stimmzettel für die Bezirkslisten und 4,4 Prozent der abgegebenen Stimmzettel für die Wahlkreislisten waren ungültig. Insgesamt wurden 132.833 gültige Stimmen für die Bezirkslisten und 132.544 gültige Stimmen für die Wahlkreislisten abgegeben.
| Partei    | Bezirksliste Parteistimmen in Prozent | Wahlkreisliste in Prozent | Bezirksliste Parteistimmen | Bezirksliste Listenstimmen | Bezirksliste Persönlichkeitsstimmen | Wahlkreisliste |
| --------- | ------------------------------------- | ------------------------- | -------------------------- | -------------------------- | ----------------------------------- | -------------- |
| CDU       | 23,7                                  | 23,5                      | 31.443                     | 15.335                     | 16.108                              | 31.307         |
| SPD       | 48,6                                  | 48,4                      | 64.587                     | 37.503                     | 27.078                              | 64.176         |
| GRÜNE/GAL | 11,1                                  | 11,3                      | 14.684                     | 8.122                      | 6.562                               | 14.918         |
| FDP       | 4,2                                   | 4,2                       | 5.541                      | 2.868                      | 2.673                               | 5.553          |
| Die Linke | 7,3                                   | 7,2                       | 9.667                      | 5.825                      | 3.842                               | 9.583          |
| Piraten   | 3,2                                   | 3,3                       | 4.299                      | 2.793                      | 1.506                               | 4.334          |
| NPD       | 2,0                                   | 2,0                       | 2.618                      | 1.823                      | 795                                 | 2.673          |

Alle Parteien, die mit einer Bezirksliste antraten, traten auch mit einer Wahlkreisliste an.

### Bürgerschaftswahl 2008
Zur Bürgerschaftswahl in Hamburg 2008 traten im Wahlkreis Harburg fünf Parteien mit eigenen Wahlkreislisten und insgesamt 25 Kandidaten an.
- CDU (6 Kandidaten)
- SPD (4 Kandidaten)
- GAL (4 Kandidaten)
- FDP (5 Kandidaten)
- Die Linke (6 Kandidaten)

54.323 Personen waren wahlberechtigt. Jeder Wähler hatte eine Stimme für die Landesliste und fünf Stimmen für die Wahlkreislisten. Diese fünf Stimmen konnten beliebig auf die Kandidaten und Gesamtlisten der Parteien verteilt werden. Die Wahlbeteiligung betrug bei der Landesliste 56,5 Prozent und bei den Wahlkreislisten 56,4 Prozent. 1,3 Prozent der abgegebenen Stimmzettel für die Landesliste sowie 3,8 Prozent der Stimmzettel für die Wahlkreislisten waren ungültig. Für die Landesliste wurden 30.284 gültige Stimmen abgegeben, für die Wahlkreislisten insgesamt 144.327.
Gewählte Abgeordnete:
- Carsten-Ludwig Lüdemann (CDU)
- Dieter Dreyer (CDU)
- Sören Schumacher (SPD)

Der ehemalige Justizsenator Carsten-Ludwig Lüdemann wurde am 9. Mai 2008 zum Staatsrat der Senatskanzlei ernannt. Er hat sein bis dahin ruhendes Bürgerschaftsmandat deshalb niedergelegt. Nachberufen wurde Birgit Stöver (CDU).
| Partei    | Landesliste in Prozent | Wahlkreisliste Parteistimmen in Prozent | Landesliste | Wahlkreisliste Parteistimmen | Wahlkreisliste Listenstimmen | Wahlkreisliste Persönlichkeitsstimmen |
| --------- | ---------------------- | --------------------------------------- | ----------- | ---------------------------- | ---------------------------- | ------------------------------------- |
| CDU       | 41,9                   | 39,5                                    | 12.682      | 57.008                       | 35.422                       | 21.586                                |
| SPD       | 36,4                   | 36,2                                    | 11.027      | 52.212                       | 29.841                       | 22.371                                |
| GAL       | 7,5                    | 10,3                                    | 2.270       | 14.874                       | 7.396                        | 7.478                                 |
| FDP       | 3,9                    | 5,5                                     | 1.182       | 7.984                        | 3.882                        | 4.102                                 |
| Die Linke | 7,1                    | 8,5                                     | 2.150       | 12.249                       | 6.571                        | 5.678                                 |

Auf die Landeslisten der Parteien ohne eigene Wahlkreislisten entfielen 3,3 Prozent der abgegebenen gültigen Stimmen.

### Wahl der Bezirksversammlung 2008
Zur Wahl der Bezirksversammlung Harburg traten im Wahlkreis sechs Parteien mit eigenen Wahlkreislisten und eine Einzelbewerberin an. Insgesamt bewarben sich 51 Kandidaten um ein Mandat.
- CDU (15 Kandidaten)
- SPD (13 Kandidaten)
- GAL (4 Kandidaten)
- FDP (7 Kandidaten)
- Die Linke (10 Kandidaten)
- Verbraucherschutzpartei (1 Kandidat)
- Gabriele Pinckvos-Suchanek (Einzelbewerberin)

Zur Wahl der Bezirksversammlung waren auch Staatsangehörige der Mitgliedstaaten der Europäischen Union wahlberechtigt. Die Anzahl der Wahlberechtigten war mit 58.808 Personen deshalb größer als bei der Bürgerschaftswahl. Jeder Wähler hatte eine Stimme für die Landesliste und fünf Stimmen für die Wahlkreislisten. Diese fünf Stimmen konnten beliebig auf die Kandidaten und Gesamtlisten der Parteien verteilt werden. Die Wahlbeteiligung bei den Wahlkreislisten betrug 52,8 Prozent. 4,3 Prozent der abgegebenen Stimmzettel für die Wahlkreislisten waren ungültig. Insgesamt wurden 145.709 gültige Stimmen abgegeben.
| Partei                     | Sitze | Wahlkreisliste Parteistimmen in Prozent | Wahlkreisliste Parteistimmen | Wahlkreisliste Listenstimmen | Wahlkreisliste Persönlichkeitsstimmen |
| -------------------------- | ----- | --------------------------------------- | ---------------------------- | ---------------------------- | ------------------------------------- |
| CDU                        | 6     | 38,5                                    | 56.140                       | 35.569                       | 20.571                                |
| SPD                        | 6     | 36,7                                    | 53.510                       | 29.047                       | 24.463                                |
| GAL                        | 1     | 9,5                                     | 13.810                       | 8.286                        | 5.524                                 |
| FDP                        | 1     | 5,2                                     | 7.521                        | 3.599                        | 3.922                                 |
| Die Linke                  | 1     | 8,7                                     | 12.619                       | 6.597                        | 6.022                                 |
| Verbraucherschutzpartei    | 0     | 0,8                                     | 1.195                        | 535                          | 660                                   |
| Gabriele Pinckvos-Suchanek | 0     | 0,6                                     | 914                          | 175                          | 739                                   |

### Bürgerschaftswahlen 1966–2020
Die Bürgerschaftswahlen waren bis einschließlich 2004 reine Listenwahlen ohne Wahlkreise. Dargestellt werden deshalb im Zeitraum von 1966 bis 2004 (6.–18. Wahlperiode) die zusammengefassten Wahlergebnisse der Stadtteile im Wahlkreis  einschließlich der westlichen Gebiete Eißendorfs und Heimfelds, die nicht Teil des Wahlkreises sind. Für die Jahre ab 2008 ist das Ergebnis der Landesliste, das für die Mehrheitsverhältnisse in der Bürgerschaft entscheidend ist, angegeben. Es werden nur die Parteien aufgeführt, die im dargestellten Zeitraum in mindestens einem Stadtteil des Wahlkreises einmal mehr als fünf Prozent der abgegebenen gültigen Wählerstimmen auf sich vereinen konnten. In der Summe kann das Ergebnis einer Wahl deshalb kleiner 100 Prozent sein. Alle Ergebnisse sind in Prozent angegeben.
| Partei             | 1966 | 1970 | 1974 | 1978 | 6/1982 | 12/1982 | 1986 | 1987 | 1991 | 1993 | 1997 | 2001 | 2004 | 2008 | 2011 | 2015 | 2020 |
| ------------------ | ---- | ---- | ---- | ---- | ------ | ------- | ---- | ---- | ---- | ---- | ---- | ---- | ---- | ---- | ---- | ---- | ---- |
| SPD                | 63,3 | 58,7 | 49,4 | 56,7 | 47,9   | 56,2    | 46,4 | 49,5 | 52,2 | 44,3 | 38,1 | 36,3 | 32,7 | 36,4 | 50,9 | 46,8 | 40,6 |
| Grüne              |      |      |      |      | 5,9    | 4,7     | 7,4  | 4,6  | 4,5  | 10,3 | 10,6 | 5,9  | 8,3  | 7,5  | 8,4  | 9,6  | 20,2 |
| CDU                | 26,9 | 30,7 | 37,1 | 34,7 | 40,3   | 36,4    | 41,0 | 39,5 | 34,3 | 25,1 | 30,9 | 24,8 | 47,6 | 41,9 | 22,6 | 15,7 | 11,1 |
| Die Linke          |      |      |      |      |        |         |      |      |      |      |      |      |      | 7,1  | 6,8  | 8,4  | 9,5  |
| AfD                |      |      |      |      |        |         |      |      |      |      |      |      |      |      |      | 8,7  | 7,9  |
| FDP                | 5,8  | 5,8  | 10,2 | 4,0  | 4,2    | 2,0     | 3,9  | 5,2  | 4,1  | 2,9  | 2,4  | 4,0  | 2,2  | 3,9  | 4,5  | 5,5  | 3,7  |
| NPD                | 3,7  | 2,5  | 0,8  | 0,4  |        |         |      |      |      |      | 0,2  |      | 0,5  |      | 1,7  | 0,6  |      |
| DVU                |      |      |      |      |        |         |      |      |      | 3,3  | 6,3  | 1,0  |      | 1,2  |      |      |      |
| Pro DM/Schill      |      |      |      |      |        |         |      |      |      |      |      | 0,1  | 4,6  |      |      |      |      |
| Schill/Offensive D |      |      |      |      |        |         |      |      |      |      |      | 25,1 | 0,8  |      |      |      |      |
| STATT              |      |      |      |      |        |         |      |      |      | 4,6  | 3,3  | 0,4  |      |      |      |      |      |
| REP                |      |      |      |      |        |         |      |      | 1,5  | 5,9  | 2,6  | 0,1  |      |      |      |      |      |

## Belege
Strukturdaten
- Wahlkreis Harburg. In: Statistisches Amt für Hamburg und Schleswig-Holstein (Hrsg.): Wahl zur hamburgischen Bürgerschaft 2008, Strukturdaten der Wahlkreise. 2008 (statistik-nord.de [PDF; 68 kB]).

Wahlen
- Statistisches Amt für Hamburg und Schleswig-Holstein: Bürgerschaftswahl. In: Wahldatenbank seit 1965. Abgerufen am 1. Januar 2008.
- Wahlkreis 16 Harburg. Landeslisten-Stimmen im Vergleich zur Bürgerschaftswahl 2004. In: Statistisches Amt für Hamburg und Schleswig-Holstein (Hrsg.): Endgültiges Ergebnis der Bürgerschaftswahl Hamburg 2008. 6. März 2008 (statistik-nord.de [PDF; 4 kB]).
- Wahlkreis 16 Harburg. Parteistimmen. In: Statistisches Amt für Hamburg und Schleswig-Holstein (Hrsg.): Endgültiges Ergebnis der Bürgerschaftswahl Hamburg 2008. 6. März 2008 (statistik-nord.de [PDF; 8 kB]).
- Wahlkreis 16 Harburg. Parteistimmen. In: Statistisches Amt für Hamburg und Schleswig-Holstein (Hrsg.): Endgültiges Ergebnis der Bezirksversammlungswahl 2008. 2008 (statistik-nord.de [PDF; 40 kB]).
- Wahl zur Bürgerschaft und die Wahlen zu den Bezirksversammlungen am 24. Februar 2008. In: Justizbehörde der Freien und Hansestadt Hamburg (Hrsg.): Amtlicher Anzeiger. Teil II des Hamburgischen Gesetz- und Verordnungsblattes. Bekanntmachungen. Nr. 21, 14. März 2008, S. 662, 676 (hamburg.de [PDF; 200 kB]).
- Wahl zur Bürgerschaft und die Wahl zu den Bezirksversammlungen am 24. Februar 2008. In: Justizbehörde der Freien und Hansestadt Hamburg (Hrsg.): Amtlicher Anzeiger. Teil II des Hamburgischen Gesetz- und Verordnungsblattes. Bekanntmachungen. Nr. 22, 18. März 2008, S. 700–701 (hamburg.de [PDF; 296 kB]).

Einzelnachweise und Anmerkungen
1. 1 2  Anlage zu § 18 Absatz 8. In: Gesetz über die Wahl zur hamburgischen Bürgerschaft. 28. Juli 2007, abgerufen am 18. Februar 2016.
2. 1 2 3 4 5 6  Parteistimmen sind die Summe der Listenstimmen und Persönlichkeitsstimmen. Listenstimmen wurden für die Wahlkreisliste einer Partei abgegeben. Persönlichkeitsstimmen wurden für einzelne Kandidaten abgegeben. Jeder Wähler hatte fünf Stimmen, die beliebig verteilt werden konnten.
3. ↑  Wahl zur Bürgerschaft und die Wahl zu den Bezirksversammlungen am 20. Februar 2011. In: Justizbehörde der Freien und Hansestadt Hamburg (Hrsg.): Amtlicher Anzeiger. Teil II des Hamburgischen Gesetz- und Verordnungsblattes. Bekanntmachungen. Nr. 22, 18. März 2011, S. 756, 778–779 (hamburg.de [PDF; 633 kB]).
4. 1 2  § 4. In: Gesetz über die Wahl zu den Bezirksversammlungen. 5. Juli 2004, abgerufen am 18. Februar 2016.
5. 1 2  Zulassung der Wahlvorschläge für die Wahl zur Bürgerschaft und die Wahl zu den Bezirksversammlungen am 24. Februar 2008. In: Justizbehörde der Freien und Hansestadt Hamburg (Hrsg.): Amtlicher Anzeiger. Teil II des Hamburgischen Gesetz- und Verordnungsblattes. Nr. 10, 5. Februar 2008, S. 3, 5, 39–40, 104–106 (hamburg.de [PDF; 1,6 MB]).
6. ↑  Freie und Hansestadt Hamburg: Die Staatsräte. In: Der Hamburger Senat. 20. Mai 2008, abgerufen am 26. Mai 2008.
7. ↑  Andreas Holzapfel (Hrsg.): Die Bürgerschaft der Freien und Hansestadt Hamburg. 19. Wahlperiode. Digitaler Sonderdruck. NDV Neue Darmstädter Verlagsanstalt, 7. Mai 2008, S. 18 (hamburgische-buergerschaft.de [PDF; 4,9 MB]).